# ادبیات پرولتریایی

خوشه‌های خشم اثر جان استاین‌بک از مشهورترین رمان‌های ارائه‌شده در قالب ادبیات پرولتریایی یا طبقهٔ کارگری است

ادبیات پرولتریایی (انگلیسی: Proletarian literature) یا ادبیات پرولتری و همین‌طور ادبیات کارگری، عنوان گونه ادبی و نوعی روایت داستان است که بر پایه و اساس موضوعاتی همچون طبقه کارگر توسط نویسندگانی که در همین زمینه‌ها به فعالیت می‌پردازند، ساخته و پرداخته شده‌است. داستان‌ها و رمان‌های پرولتریایی عمدتاً بر محور داستان‌هایی در رابطه با طبقه کارگر و زندگی طبقه کارگر می‌چرخد. از مهمترین عناوین برجسته در همین زمینه می‌توان به کتاب دوران مشقت اثر چارلز دیکنز و کتاب خوشه‌های خشم از جان استاین‌بک اشاره داشت